# Земляника чилийская
Земляника чилийская (лат. Fragaria chiloensis) — травянистое растение, вид рода Земляника семейства Розовые.
Описана по образцам культурных растений, выращиваемых в окрестностях Консепсьон (Чили).

## Распространение и среда обитания
Соответственно своему названию в изобилии произрастает вдоль песчаных отмелей побережья Чили вплоть до  Южного Полярного круга и в горных районах Анд. Ареал чилийской земляники плавно переходит на североамериканский континент, занимая тихоокеанское побережье от Калифорнии до Алеутских островов. Встречается этот вид и на Гавайях, обитая в горах на высоте 1,5 км. 

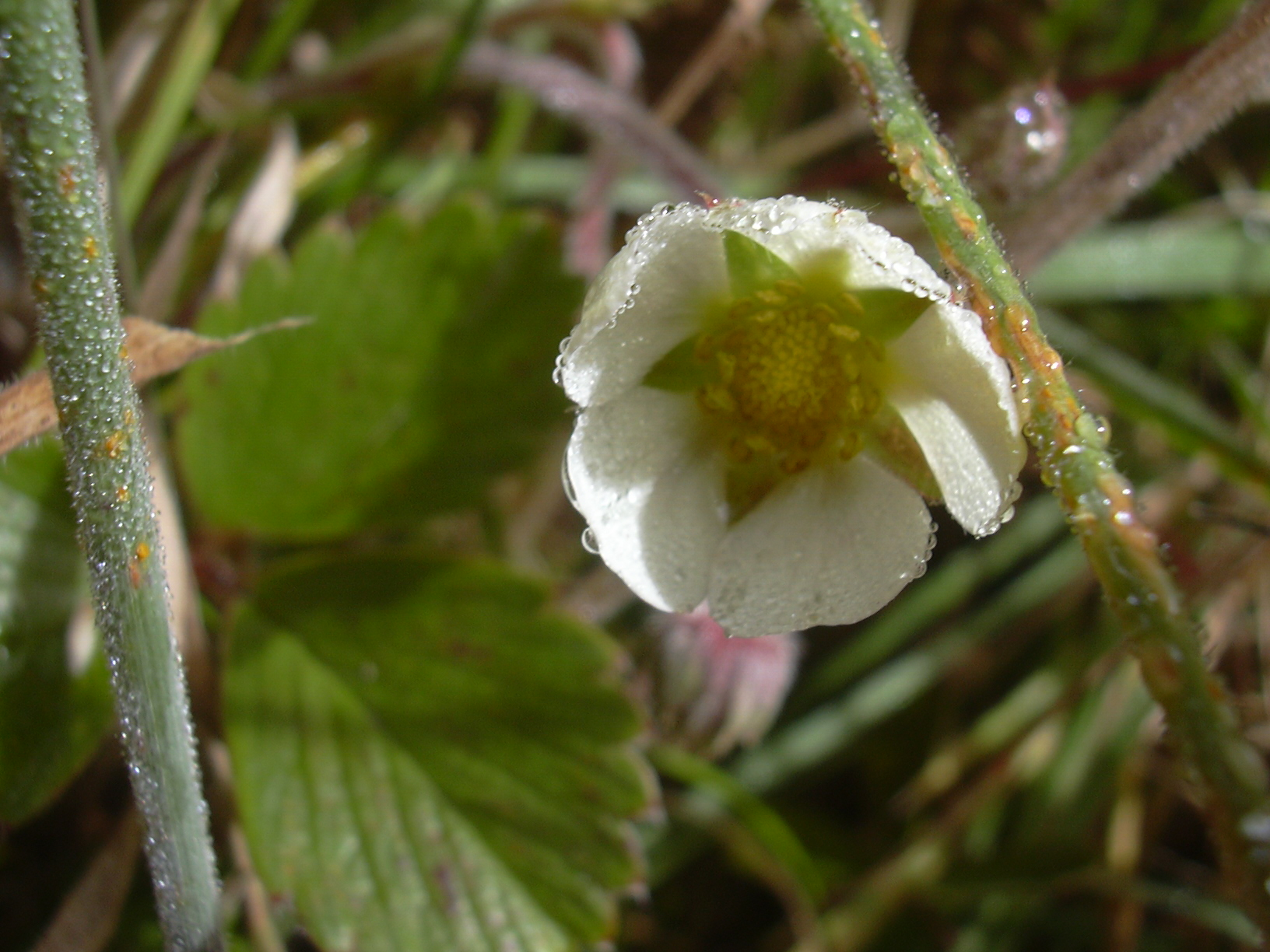
Цветок и побеги растения

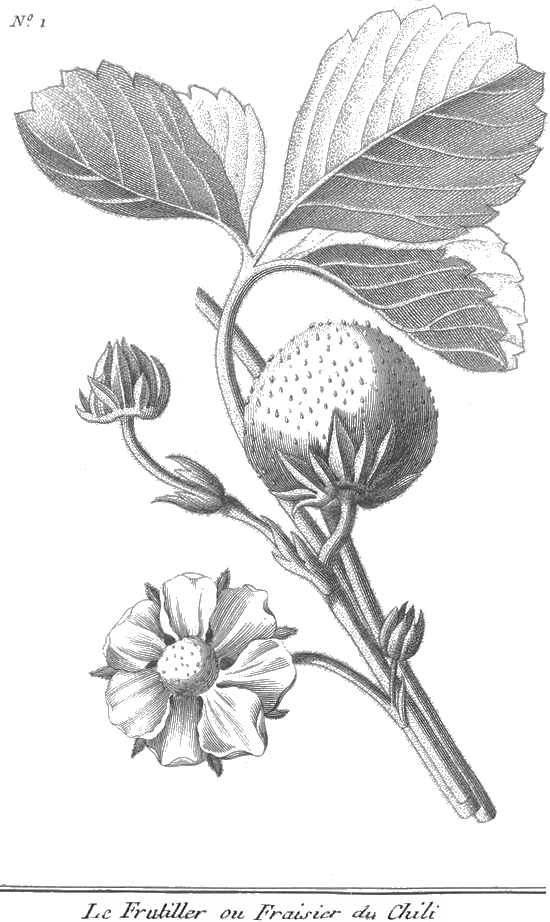
Fragaria chiloensis. Duch.

В Европу был интродуцирован в 1714 году, когда французский капитан А.Ф. Фрезье вывез пять растений с места своей службы в Консепсьоне (Чили). Путешествуя по этой стране, он обратил внимание на крупноплодную землянику, которую выращивали местные жители. С большим трудом ему удалось привезти несколько кустиков этой земляники, выдержавших шестимесячное плавание из Америки в Европу. Заботливо сохранив растения в течение шестимесячного пути, капитан по прибытии домой одно из них оставил себе, два отдал королевскому интенданту, одно – своему начальнику в Бресте (Франция) и одно передал в Королевский ботанический сад в Париже. Судьба первых четырёх растений земляники чилийской осталась невыясненной. Также в неизвестность кануло бы и пятое растение, если бы оно не попало в руки знаменитого французского ботаника Б. Жюссьё, который, в свою очередь, передал вегетативно размноженные клоны лучшему знатоку рода Fragaria А.Н. Дюшену. Дюшен высадил их в Версальском саду и, конечно же, по соседству с уже росшей там земляникой виргинской. В итоге взаимного переопыления земляника чилийская в первый раз, как попала в Европу, дала урожай.
Исключительность подобного события заключалась в том, что капитан Фрезье по ошибке или незнанию привез только женские экземпляры земляники чилийской. Чтобы они завязали плоды, к ним должны быть подсажены или мужские экземпляры или двудомные растения[уточнить] одинаковой группы плоидности. Но поскольку этой особенности никто не предполагал, все первые четыре растения земляники чилийской постигла, скорей всего, незавидная участь быть удалёнными по причине бесплодности.

## Ботаническое описание
Вечнозелёное многолетнее травянистое растение. Все растение густоопушённое. Листья тройчатые, синевато-зелёные, листочки округлые.
Цветки белые, цветоножки покрыты волосками, короткие. Чилийская земляника двудомное растение, характеризуется засухоустойчивостью и холодоустойчивостью цветков и завязей.
Плоды — многоорешки (земляничины), очень крупные (от 2 до 4 см в диаметре). Плотные ягоды хорошо отделяются от чашечки, по окраске варьируют от тускло-красных до белых.
Растение не зимостойкое и при отсутствии нужных опылителей мало плодоносит. Подвержена заболеванию пятнистостью.

## Хозяйственное значение и применение
Пищевое растение.
Является одним из родительских таксонов для земляники садовой (Fragaria ×ananassa Duchesne ex Rozier), которой придаёт крупноплодность.